# Russia Open 2008
Die Russia Open 2008 im Badminton fanden vom 4. bis 9. November 2008 in Moskau statt.

## Austragungsort
- USC Druzhba

## Finalergebnisse
| Disziplin    | Sieger                               | Finalist                              | Ergebnis            |
| ------------ | ------------------------------------ | ------------------------------------- | ------------------- |
| Herreneinzel | Dicky Palyama                        | Stanislav Pukhov                      | 21–12, 21–18        |
| Dameneinzel  | Ella Diehl                           | Larisa Griga                          | 21–10, 17–21, 21–12 |
| Herrendoppel | Vitaliy Durkin Alexandr Nikolaenko   | Vladimir Ivanov Ivan Sozonov          | 21–11, 21–15        |
| Damendoppel  | Valeria Sorokina Nina Vislova        | Petya Nedelcheva Dimitria Popstoykova | 21–18, 21–8         |
| Mixed        | Alexandr Nikolaenko Valeria Sorokina | Vitaliy Durkin Nina Vislova           | 21–19, 21–19        |